# MTV Floribama Shore
MTV Floribama Shore è un reality show americano trasmesso dal 27 novembre 2017 su MTV. In Italia va in onda dal 24 febbraio 2018 su MTV. 
L'8 gennaio 2018, MTV ha rinnovato la serie per una seconda edizione.
Ambientato in Florida, lungo la spiaggia che si estende fino all’Alabama, MTV Floribama Shore è la storia di otto ragazzi del sud che vengono a trascorrere l’estate nella località balneare più hot sulla costa del Golfo, a Panama City Beach, per festeggiare e mettere in pausa il mondo reale solo per un po’.
Ognuno di loro, però, ha un’incredibile storia alle spalle e si trova a un bivio, sia che si tratti della fine di una relazione, sia che assapori l’indipendenza per la prima volta, o che cerchi di sfuggire al passato. Tra feste e drammi, quindi, i ragazzi cercheranno di capire cosa riserva il futuro per loro, trascorrendo insieme il loro tempo e diventando come una famiglia l’uno per l’altro.

## Cast
| Nome           | Provenienza                   | Età |
| -------------- | ----------------------------- | --- |
| Aimee Hall     | Perdido, Alabama              | 24  |
| Candace Rice   | Memphis (Tennessee)           | 24  |
| Codi Butts     | Westminster, Carolina del Sud | 25  |
| Gus Smyrnios   | Tallahassee, Florida          | 22  |
| Jeremiah Buoni | Clermont, Florida             | 22  |
| Kirk Medas     | Atlanta, Georgia              | 25  |
| Kortni Gilson  | Panama City Beach, Florida    | 21  |
| Nilsa Prowant  | Panama City Beach, Florida    | 23  |

### Durata del cast
| Membro   | Edizione 1 | Edizione 1 | Edizione 1 | Edizione 1 | Edizione 1 | Edizione 1 | Edizione 1 | Edizione 1 |
| Membro   | 1          | 2          | 3          | 4          | 5          | 6          | 7          | 8          |
| Aimee    |            |            |            |            |            |            |            |            |
| Candace  |            |            |            |            |            |            |            |            |
| Codi     |            |            |            |            |            |            |            |            |
| Gus      |            |            |            |            |            |            |            |            |
| Jeremiah |            |            |            |            |            |            |            |            |
| Kirk     |            |            |            |            |            |            |            |            |
| Kortni   |            |            |            |            |            |            |            |            |
| Nilsa    |            |            |            |            |            |            |            |            |
| -------- | ---------- | ---------- | ---------- | ---------- | ---------- | ---------- | ---------- | ---------- |

     = "Il partecipante" è presente in questo episodio.
     = "Il partecipante" arriva nella casa.
     = "Il partecipante" lascia la casa per sua volontà.
     = "Il partecipante" ritorna in casa.

## Edizioni
| Anno | Edizione         | Sede                       | Numero di episodi |
| ---- | ---------------- | -------------------------- | ----------------- |
| 2017 | Prima edizione   | Panama City Beach, Florida | 8                 |
| 2018 | Seconda edizione | TBA                        | 20                |